# Сонико
Со̀нико (на италиански: Sonico, на източноломбардски: Sònec, Сонек) е село и община в Северна Италия, провинция Бреша, регион Ломбардия. Разположено е на 650 m надморска височина. Населението на общината е 1276 души (към 2011 г.).